# Dendropsophus mathiassoni
Dendropsophus mathiassoni és una espècie de granota que viu a Colòmbia.